# Streitkräfte Libyens
Die Libysch-Nationale Armee (LNA) und das Militär der Regierung der Nationalen Übereinkunft (Government of National Accord – GNA) sind zwei im zweiten libyschen Bürgerkrieg in Opposition zueinander stehende Streitkräfte in Libyen (arabisch القوات المسلحة الليبية, DMG al-Quwwāt al-Musallaḥa al-Lībīya), die sich nach dem Sturz Muammar al-Gaddafis bildeten. Sie rekrutieren sich beide ursprünglich auch aus den historischen bis zum Bürgerkrieg 2011 bestehenden Libyschen Streitkräften.
Sowohl die teils international anerkannte libysche Übergangsregierung Government of National Accord (GNA) mit Sitz in Tripolis im Westen Libyens als auch der teils international anerkannte Abgeordnetenrat mit Sitz in Tobruk im Osten Libyens verfügen über eine eigene Armee. Dieser Umstand und beider Anspruch die legitime Libyschen Streitkräfte zu sein, erschwert es besonders westliche Beobachtern die jeweiligen Streitkräfte zu identifizieren.
Die Libysch-Nationale Armee (LNA) operierte bis 2019 vor allem in Ost-Libyen, während die GNA-Streitkraft den Westen Libyens kontrollierte.  2019–2020 kämpften die beiden Gruppen mit militärischer Unterstützung ihrer jeweiligen internationalen Verbündeten gegeneinander.
Eng verflochten sind die westlibyschen Truppen mit den Türkischen Streitkräften, während die ostlibyschen Streitkräfte eng mit der russischen Gruppe Wagner kooperieren.

## Geschichte

### Vor 2011
In den 80er Jahren trugen die Streitkräfte Libyens gegen den Tschad den Libysch-Tschadischen Grenzkrieg aus.
Im Jahr 2010 hatten die Streitkräfte der Libysch-Arabischen Dschamahirija unter Revolutionsführer Muammar al-Gaddafi nach dem International Institute for Strategic Studies (IISS) und dem Jaffee Center for Strategic Studies (JCSS) rund 119.000 Mann. Etwa 25.000 Mann davon waren Wehrpflichtige. Das libysche Heer hatte 50.000 Mann, die Luftwaffe 18.000 und die Libysche Marine 8.000. Daneben gab es als Reserve 40.000 Mann der Volksmiliz. Der paramilitärischen Libyschen Revolutionsgarde gehörten 3000 Soldaten an, die direkt Revolutionsführer Muammar al-Gaddafi unterstellt waren.

### Seit 2011
Im Bürgerkrieg in Libyen wechselten Anfang 2011 Teile der Streitkräfte auf die Seite der Opposition. Zusammen mit Freiwilligen bildeten sie Revolutionsbrigaden, die als Libysche Nationale Befreiungsarmee gemeinsam kämpften. Nach Ende des Bürgerkrieges arbeitete der neue Verteidigungsminister Usama al-Dschuwaili daran, die Milizen der Befreiungsarmee in die regulären libyschen Streitkräfte, die Polizei und andere Einrichtungen der neuen Regierung zu integrieren. Dies scheiterte. Unter anderem daran, dass al-Dschuwaili, wie verschiedene Politiker, gleichzeitig als Warlord eine eigene Privatarmee aufbaute. Auch seine Nachfolger Mohammed Barghathi und Abdullah Al-Thinni konnten die Ordnung nicht wiederherstellen. Im Gegenteil eskalierte die Situation schließlich im Sommer 2014 mit einem erneuten Ausbruch eines Bürgerkriegs.
Seit Oktober 2017 wurde in Ägypten über ein Abkommen zur Bildung einer gemeinsamen Armee der beiden Streitkräfte aus West-Libyen und Ost-Libyen beraten. Als Leiter der beiden Delegationen agierten die beiden Generalstabschefs Abdel Razek Nadori (LNA), sowie Abdul Rahman al-Tawil (GNA). Vorerst vereinbarte Friedensgespräche scheiterten im Jahr 2019.

## Streitkräfte in Libyen seit 2014
In Libyen operieren eine Reihe bewaffneter Gruppen, die sich zum Teil aus ehemaligen Mitgliedern der Libyschen Streitkräfte rekrutieren, jedoch auch von weiteren in- und ausländischen Sympathisanten und Söldnern unterstützt werden. Die beiden größten, auf die historischen Streitkräfte des Landes zurückgehenden und sich gegenüberstehenden Truppen sind:

### Die Streitkräfte unter Chalifa Haftar (LNA)
Siehe Libysche Nationalarmee
Der Hauptteil der Streitkräfte folgte seit Mai 2014 General Chalifa Haftar und dessen „Würde“-Milizen (etwa der Großteil Luftwaffe und die Spezialtruppen). Am 2. März 2015 wurde Haftar schließlich auch offiziell vom Parlament zum Oberbefehlshaber der Libysch-Nationalen Armee ernannt.
Als größter Erfolg von Haftar und den LNA-Streitkräften gilt die Befreiung von Bengasi aus der Hand radikal-islamistischer Milizen sowie die weitgehende Stabilisierung des Ostens mit Ausnahme von Derna. Als enge Verbündete gelten die Streitkräfte der Vereinigten Arabischen Emirate im und die Streitkräfte Ägyptens. Beide Staaten unterstützten die LNA mit Luftangriffen und Waffenlieferungen. Die Emirate unterhalten zudem einen Militärstützpunkt östlich von Bengasi.

### Die Streitkräfte unter Fayiz as-Sarradsch (GNA)
Der Teil der Armee, welcher Haftar nicht folgte, schloss sich unter dem Generalstabschef Jedalla al-Obeida im Sommer dem Bündnis Fadschr Libya an und bildete mit den Milizen der dortigen Regierung die „Libysche Armee“, sowie die Gegenregierung Government of National Accord (GNA). Ende 2015 schlossen sich diese Streitkräfte der neuen international anerkannten Regierung unter as-Sarradsch an und wurden so zur 2. international anerkannten Armee Libyens. Zu dieser standen Parlament, Haftar und die LNA-Streitkräfte bis Ende 2017 weiter in Opposition.
2016 bildete sich die „Präsidenten-Garde“, welche in Westlibyen operiert und seit Mai 2017 ihren Sitz im Tripoli International Airport hat.
Als größter Erfolg der GNA-Streitkräfte gilt die Befreiung von Sirte im August 2016, wo der sogenannte Islamische Staat ab 2015 ein Terrorregime errichtet hatte. Die dortigen GNA-Verbände nennen sich selbst „Al-Bunyan Al-Marsoos“ („Undurchdringliche Wand“). Sirte markiert seitdem auch die Waffenstillstandslinie zwischen beiden Streitkräften, welche aber immer wieder verletzt wurde.
Am 27. November 2019 unterschrieb die westlibysche Regierung ein Militärabkommen mit der Türkei, dass seitdem zahlreiches Kriegsmaterial in das Land brachte und seitdem verschiedene Stützpunkte unterhält. So nutzen die westlibyschen Streitkräfte von der Türkei gelieferte M60, T-155 Fırtına Panzerhaubitzen, T-122 Sakarya Raketenwerfer, BMC Kirpi Transportpanzer, Bayraktar TB2 und Bayraktar Akıncı Drohnen, TAI Hürkuş Flugzeuge und MIM-23 HAWK Luftabwehrsysteme.
Eng verbündet sind die GNA-Truppen mit der alten Kolonialmacht Italien und den Italienischen Streitkräften, welche in Misrata einen Stützpunkt unterhalten. Als weiterer enger Verbündeter gelten die Algerische Streitkräfte.

### Luftfahrzeuge
Folgende Luftfahrzeuge werden von der GNA und der LNA verwendet, der größte Teil ist nicht einsatzfähig (Stand Ende 2020):
| Typ                       | Herkunft            | Funktion                      | Version           | Aktiv          | Anmerkungen |
| Kampfflugzeuge            | Kampfflugzeuge      | Kampfflugzeuge                | Kampfflugzeuge    | Kampfflugzeuge | Kampfflugzeuge |
| ------------------------- | ------------------- | ----------------------------- | ----------------- | -------------- | --- |
| Mikojan-Gurewitsch MiG-21 | Sowjetunion         | Abfangjäger                   |                   | 12             | Die meisten der noch vorhandenen MiG-21 bis und MiG-21UM waren eingemottet. 2004 soll ein Modernisierungsvertrag über 16 Stück mit der Ukraine abgeschlossen worden sein. |
| Mikojan-Gurewitsch MiG-23 | Sowjetunion         | Abfangjäger Jagdbomber        |                   | 3              | Die meisten waren eingemottet. Eine Maschine wurde am 19. März 2011 über Bengasi abgeschossen.                                                                            |
| Dassault Mirage F1        | Frankreich          | Jagdflugzeug                  |                   | 2              | Zwei Maschinen wurden im Februar 2011 für eine Flucht nach Malta genutzt.                                                                                                 |
| Suchoi Su-22              | Sowjetunion         | Jagdbomber                    |                   | 1              | |
| Suchoi Su-24              | Sowjetunion         | Bomber                        |                   | 2              | Eine Einheit ging bei einem Brand verloren. |
| Transportflugzeuge        |                     |                               |                   |                | |
| Antonow An-26             | Sowjetunion         | Transportflugzeug             |                   | 1              | |
| Antonow An-72             | Sowjetunion         | Transportflugzeug             |                   | 1              | |
| Lockheed C-130 Hercules   | Vereinigte Staaten  | Transportflugzeug             | C-130H C-130L-100 | 2              | 2 C-130J geplant. |
| Schulflugzeuge            |                     |                               |                   |                | |
| Soko Galeb                | Jugoslawien         | Schulflugzeug                 | G-2               | 14             | Eine Trainingsmaschine wurde am 24. März 2011 über Misurata abgeschossen.                                                                                                 |
| Aero L-39                 | Tschechoslowakei    | Schulflugzeuge                |                   | 10             | |
| Mikojan-Gurewitsch MiG-23 | Sowjetunion         | Kampftrainer                  |                   | 1              | |
| Dassault Mirage F1        | Frankreich          | Kampftrainer                  |                   | 2              | |
| Aermacchi SF-260          | Italien             | Schulflugzeug                 |                   | 37             | Italienische Piloten, mindestens teils Ex-Militärpiloten, waren auch zur Ausbildung jahrelang in Libyen.                                                                  |
| Hubschrauber              |                     |                               |                   |                | |
| AgustaWestland AW139      | Italien             | Mehrzweckhubschrauber         |                   | 1              | |
| Boeing CH-47 Chinook      | Vereinigte Staaten  | Transporthubschrauber         | CH-47C            | 2              | Lieferung über Italien |
| Mil Mi-2                  | Sowjetunion         | Mehrzweckhubschrauber         |                   | 6              | |
| Mil Mi-8                  | Sowjetunion         | Mehrzweckhubschrauber         | Mi-8 Mi-171       | 7              | |
| Mil Mi-14                 | Sowjetunion         | U-Jagd                        |                   | 3              | |
| Mil Mi-24                 | Sowjetunion         | Kampfhubschrauber             | Mi-24 Mi-35       | 7              | |
| Unbemannte Luftfahrzeuge  |                     |                               |                   |                | |
| Bayraktar TB2             | Türkei              | Kampfdrohne Aufklärungsdrohne |                   | ?              | Wird von der GNA genutzt. |
| TAI Anka                  | Türkei              | Kampfdrohne Aufklärungsdrohne |                   | ?              | Wird von der GNA genutzt. |
| Chengdu Wing Loong        | Volksrepublik China | Kampfdrohne                   |                   | ?              | Wird von den Unterstützern von Chalifa Haftar genutzt; Vermutlich von den VAE geliefert.                                                                                  |

Ehemalige Luftfahrzeuge:
- Soko J-21 Jastreb
- Dassault Falcon 20
- Gulfstream II
- Dassault Falcon 50
- Iljuschin Il-76
- Antonow An-124
- Bell 206
- Bell 212

## Historische Teilstreitkräfte
Die Libyschen Streitkräfte waren bis 2011 wie folgt gegliedert und ausgestattet:

### Heer
Das 50.000 Mann starke Heer war in 10 Panzerbataillone, 10 motorisierten Infanteriebataillone, 18 Infanteriebataillone, 6 Kommandobataillone, 22 Artilleriebataillone und 7 Luftabwehrbataillone organisiert.

#### Ausrüstung
Die geschätzte Anzahl an Panzern belief sich im Jahr 2009 auf 3025. Ein Großteil der rund 2000 Kampfpanzer galt als nicht einsatzbereit und wurde zur Ersatzteilgewinnung für andere Einheiten verwendet.
- 200 T-72;[29] (115 eingelagert);
- 100 T-62 (70 eingelagert);
- 1500 T-55; (1.040 T-54/T-55 eingelagert).

Es gab gepanzerte Aufklärungsfahrzeuge der Typen BRDM-2 (ca. 50) und EE-9 (ca. 70). Des Weiteren etwa 1000 BMP-1 und weitere BMD für die Infanterie. 2010 wurde gemeldet, dass Russland Libyen bei der Modernisierung von T-72 Panzern unterstützen werde.
Radfahrzeuge
- 500 BRDM-2
- 70 EE-9 Cascavel
- 100 EE-11 Urutu
- 540 BTR-60 und BTR-50 im Dienst
- OT-64 SKOT

Artillerie
- 120 DANA
- 160 Palmaria
- 2S1
- 36 2S3
- 330 M-46
- 190 D-30

Boden-Boden-Raketen
- 9K52 Luna-M
- R-17, (416 Raketen)

Panzerabwehr
- / 400 MILAN
- 620+ AT-3, AT-4, AT-5

Luftabwehr
- S-200 8 Bataillone
- 9K32 Strela-2
- 20 9K33 Osa
- 60 9K31 Strela-1/9K35 Strela-10

Luftabwehrwaffen
- 90 57 mm S-60
- 250 23 mm ZSU-23-4
- 23 mm SU-23
- 30 mm M53/59 Praga
- 40-mm-Bofors-Geschütz

Leichte Waffen
- FN F2000
- Gorjunow SG-43
- Wladimirow KPW
- AK-47
- RPG-7

### Luftstreitkräfte

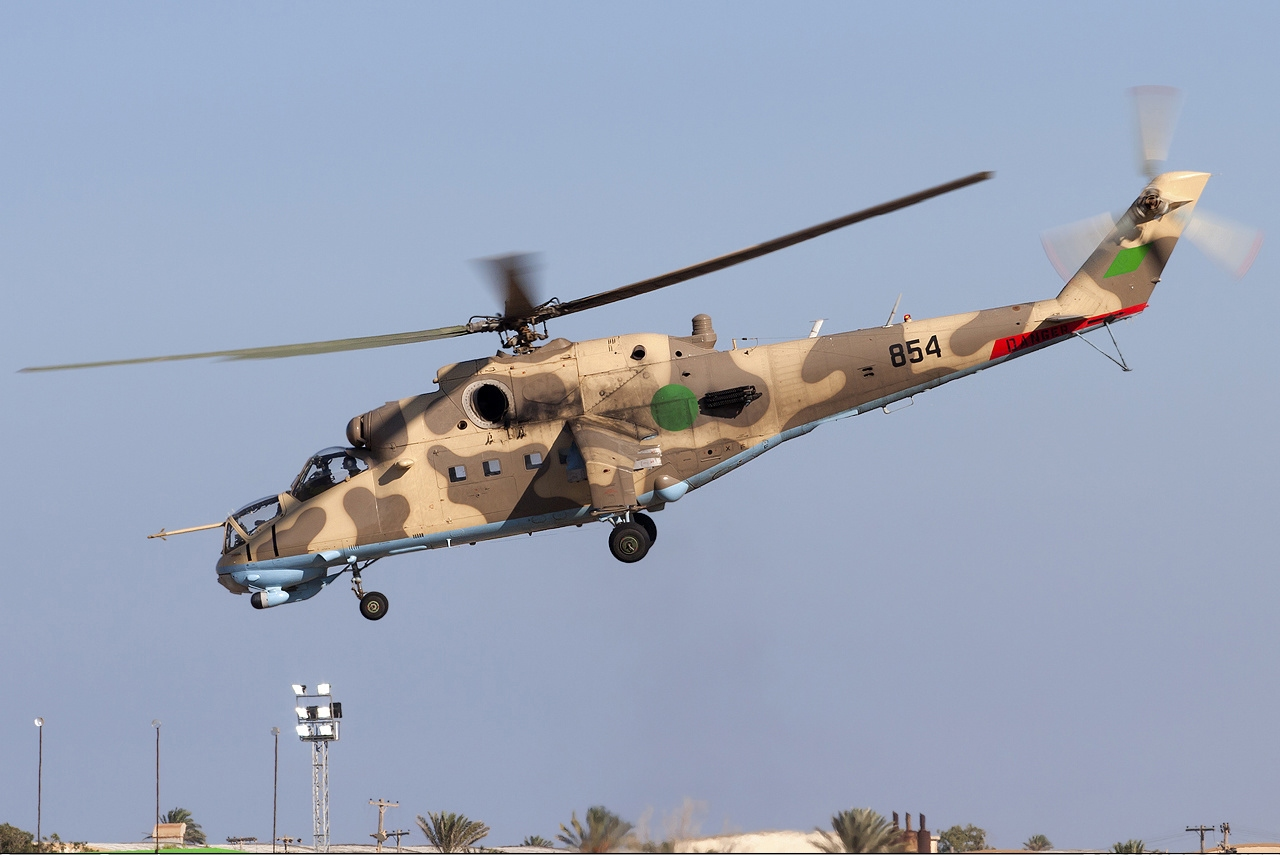
Kampfhubschrauber vom Typ Mil Mi-35 (Mi-24) im Oktober 2009

Nach dem Putsch von 1969 begann Libyen, das bis dahin nur über eine kleine, etwa 400 Mann zählende Luftwaffe verfügte, unverzüglich mit der Beschaffung von Flugzeugen für die LARAF (Libyan Arab Republic Air Force). Ein Großauftrag ging noch im selben Jahr an Frankreich, aber auch in die USA und nach Italien gingen Bestellungen. Insbesondere die aus Frankreich stammenden Mirage-5-Jäger wurden an Ägypten verliehen und nahmen an Kampfhandlungen im Jom-Kippur-Krieg von 1973 teil. Ab 1973/74 kam es zur Umorientierung auf sowjetische Waffentechnik. Die Pilotenausbildung erfolgte zu großen Teilen im Ausland, so Frankreich, Algerien, Pakistan, Rumänien, Großbritannien und der Sowjetunion.
Die Personalstärke der Luftstreitkräfte lag bei etwa 18.000. Dennoch herrschte ein Mangel an Piloten, weshalb sich das Land gezwungen sah, Söldner aus Serbien, Pakistan und arabischen Staaten anzuwerben. Zudem sollen viele der Flugzeuge nicht einsatzbereit gewesen sein. Nach Angaben des britischen Militärs wurde die libysche Luftwaffe während der Militäreinsätze seit März 2011 weitestgehend zerstört.
Im Land gibt es 13 militärische Luftwaffenbasen. Auf der Okba Ben Nafi Air Base bei Tripoli waren sowjetische Jäger der Typen MiG-25 und Bomber vom Typ Tu-22 stationiert.
Mehrere Konfliktparteien versuchten ab 2015, Flugzeuge wieder in Betrieb zu nehmen. Acht Suchoi Su-24 Bomber wären demnach in Benghazi für Chalifa Haftar einsatzbereit gewesen, zusammen mit weiteren Flugzeugen der Typen MiG-21, MiG-23 und Aero L-39. Diese Flugzeuge würden allenfalls eingesetzt um den Neuen Allgemeinen Nationalkongress zu bekämpfen, der offensichtlich versuchte, in Misrata MiG-25 einsatzfähig zu machen. Des Weiteren hat die Luftwaffe in Tobruk einige Mil Mi-24 und Mil Mi-8 Hubschrauber in Betrieb.
Die meisten Flugzeuge und Hubschrauber sind auf dem Flughafen Tobruk stationiert.

#### Genutzte Flugzeuge
| Flugzeugtyp                           | Herkunft                                       | Nutzung                                             | Anzahl | Notizen |
| ------------------------------------- | ---------------------------------------------- | --------------------------------------------------- | --- | --- |
| Dassault Mirage F1 BD/ED              | Frankreich                                     | Mehrzweckkampfflugzeug                              | 30 | Zwei Maschinen wurden im Februar 2011 für eine Flucht nach Malta genutzt.                                                                                                 |
| Mikojan-Gurewitsch MiG-21             | Sowjetunion                                    | Trainingsflugzeug/Abfangjäger                       | 24 | Die meisten der noch vorhandenen MiG-21 bis und MiG-21UM waren eingemottet. 2004 soll ein Modernisierungsvertrag über 16 Stück mit der Ukraine abgeschlossen worden sein. |
| Mikojan-Gurewitsch MiG-23 BN/MS/ML/UB | Sowjetunion                                    | Bodenangriffsflugzeug/Abfangjäger/Trainingsflugzeug | 124 | Die meisten waren eingemottet. Eine Maschine wurde am 19. März 2011 über Bengasi abgeschossen.                                                                            |
| Suchoi Su-22 M3/UM-3K                 | Sowjetunion                                    | Bodenangriffsflugzeug                               | 40 | |
| Suchoi Su-24 MK                       | Sowjetunion                                    | Langstreckenbomber                                  | 4 | Eine Einheit ging bei einem Brand verloren. |
| Soko J-21 Jastreb                     | Jugoslawien Sozialistische Föderative Republik | leichtes Bodenangriffsflugzeug                      | 13 | |
| Aero L-39 ZO Albatros                 | Tschechien                                     | leichtes Angriffs- und Trainingsflugzeug            | 110 | |
| Aermacchi SF-260 WL                   | Italien                                        | Trainingsflugzeug                                   | 20 von einst 240 bestellten Flugzeugen. Italienische Piloten, mindestens teils Ex-Militärpiloten, waren auch zur Ausbildung jahrelang in Libyen. | |
| Soko G-2 Galeb                        | Jugoslawien Sozialistische Föderative Republik | leichtes Angriffs- und Trainingsflugzeug            | 116 | Eine Trainingsmaschine wurde am 24. März 2011 über Misurata abgeschossen.                                                                                                 |
| Jakowlew Jak-130                      | Russland                                       | Trainingsjet                                        | 6 | bestellt (2010) |
| Dassault Falcon 20                    | Frankreich                                     | Leichtes Transportflugzeug                          | 3 | |
| Antonow An-26                         | Sowjetunion                                    | Mittleres Transportflugzeug                         | 10 | |
| Gulfstream II                         | Vereinigte Staaten                             | Leichtes Transportflugzeug                          | 1 | |
| Dassault Falcon 50                    | Frankreich                                     | Leichtes Transportflugzeug                          | 1 | |
| Iljuschin Il-76                       | Sowjetunion                                    | Schweres Transportflugzeug                          | 17 | |
| Let L-410 Turbolet                    | Tschechien                                     | Leichtes Mehrzwecktransportflugzeug                 | 15 | |
| Lockheed C-130 H Hercules             | Vereinigte Staaten                             | Schweres Transportflugzeug                          | 10 | |
| Antonow An-124                        | Sowjetunion                                    | Schweres Transportflugzeug                          | 2 | |
| Iljuschin Il-76                       | Sowjetunion                                    | Luftbetankungsflugzeug                              | 4 | |
| Mil Mi-24 Hind                        | Russland                                       | Schwerer Kampfhubschrauber                          | 43 | |
| Mil Mi-14                             | Russland                                       | Mittlerer Mehrzweckhubschrauber                     | 12 | |
| Bell 206 JetRanger                    | Vereinigte Staaten                             | Trainingshubschrauber                               | 4 | |
| Bell 212 Twin Huey                    | Vereinigte Staaten                             | Leichter Transporthubschrauber                      | 2 | Lieferung über Italien |
| Boeing CH-47 Chinook                  | Vereinigte Staaten                             | Schwerer Transporthubschrauber                      | 8 | Lieferung über Italien |
| Mil Mi-8 Hip                          | Russland                                       | Mittlerer Transporthubschrauber                     | 25 | |
| Mil Mi-17                             | Russland                                       | Mittlerer Transporthubschrauber                     | ? | Zustand unbekannt |

### Marine
Die Marine verfügte einschließlich der Küstenwache über rund 8000 Soldaten und 19 Schiffe. Bei Luftangriffen der NATO während des Internationalen Militäreinsatzes in Libyen 2011 wurden am 20. Mai laut Angaben des Bündnisses acht Kriegsschiffe der libyschen Marine getroffen. Von libyscher Seite wurden sechs Treffer bestätigt. Die Angriffe in den Häfen von Tripolis, al-Chums und Sirte sollen auf Grund des Einsatzes der Schiffe als Minenleger erfolgt sein.

#### Einheiten
- Fregatten[45]
  -  Projekt 1159

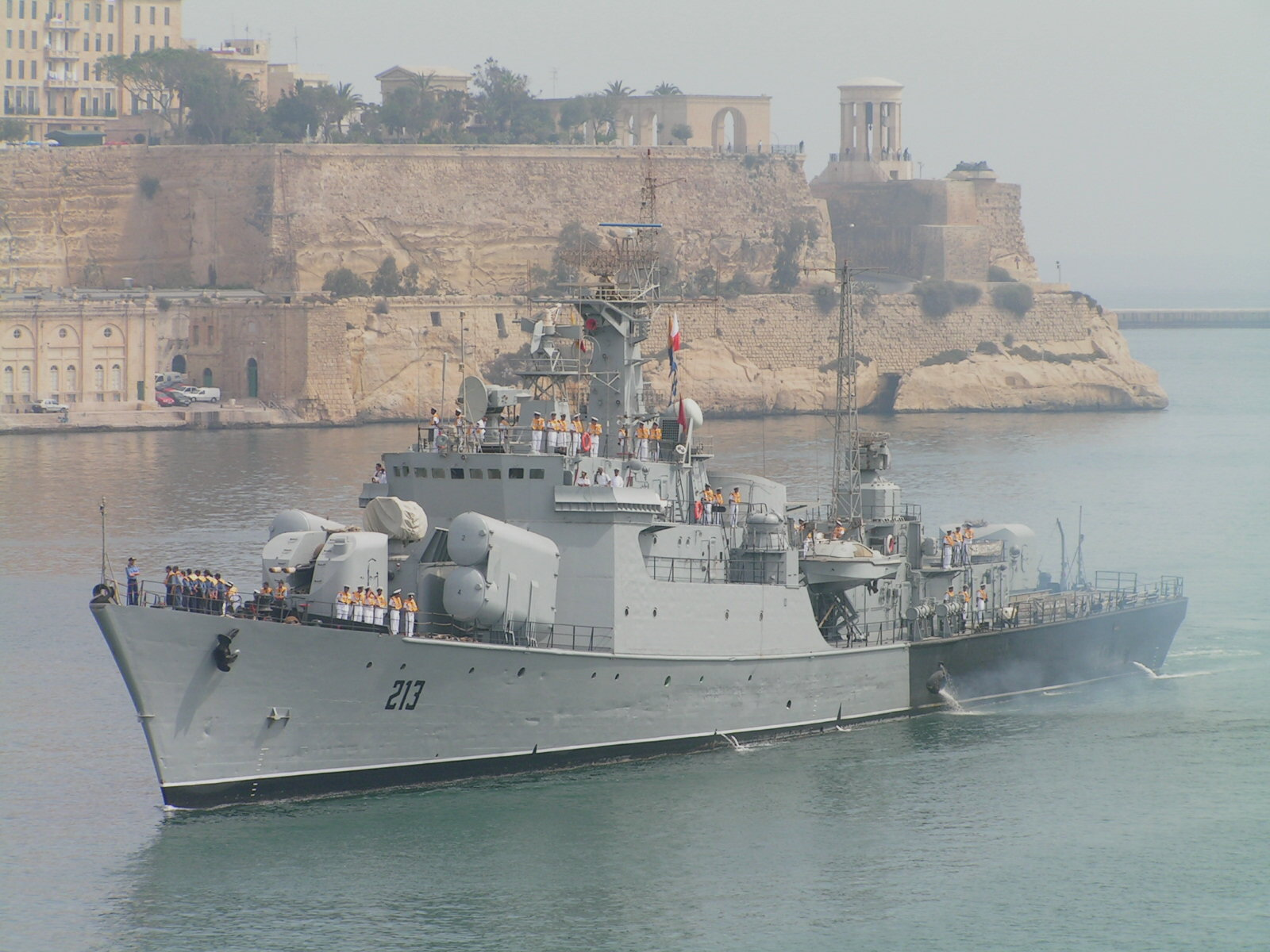
Die libysche Fregatte Al Ghardabia (213) in Valletta im Jahr 2005

    - Al Ghardabia (Al Qirdabiyah) (ex SKR-195)
    - Al Hani (ex SKR-201)
- Flugkörperkorvetten[45]
  -  Nanuchka-II-Klasse (Projekt 1234E)
    - Tarek Ibn Zayed (ex Ean Mara; ex MRK-9)
    - Ean Al Gazala (ex MRK-24)
    - Ean Zaara (ex MRK-25)
- U-Boote[45]
  -  Foxtrot-Klasse (Projekt 641) (Die Einheiten sind zurzeit nicht einsatzbereit.)
    - Al Ahad
    - Al Mitraka
    - Al Hunain
- Schnellboote[45]
  -  Combattante-II-Klasse
    - Sharaba
    - Shehab
    - Shoula
    - Whag
    - Shafak
    - Shouaiai
    - Laheeb

  -  Osa-II-Klasse (Projekt 205)
    - Al Zuara
    - Al Mathur
    - Al Fikar
    - Al Bitar
    - Al Sadad
    - Al Ruha
- Schnelle Patrouillenboote[46]
  -  PV30-LS (Vittoria-Klasse)
    - Sidi Bilal
    - Al-Mergeb
    - Jelyana
    - Al-Sadada
    - Merseet
    - Tagreft
- Minensucher[45]
  -  Nadja-Klasse (Projekt 266M)
    - Al Tiyar
    - Al Isar
    - Ras Al Fulaijah
    - Ras Al Massad
    - Ras Al Hani
- Landungsfahrzeuge[45]
  -  PS-700[47]
    - Ibn Harissa
    - Ibn Ouf

  -  C-107
    - Ibn Al Idrissi
    - Ibn Marwan
    - El Kobayat
- Hilfsfahrzeuge[45]
  - Begleit- und Werkstattschiffe
    - Zeltin
    - Al Munjed ( ex Zlatica)

  - Frachter
    - Garyounis (2410 BRT)
    - El Timsah (3100 BRT)

  - Schlepper und Bergungsfahrzeuge
    - A 33 (150 BRT)
    - A 34 (150 BRT)
    - A 35 (150 BRT)
    - Ras El-Helal (200 BRT)
    - Al Ahweirif (200 BRT)
    - Al Keriat (200 BRT)
    - Al Tabkah (200 BRT)

  - Tender
    - 723 (90 ts)
    - Al Manoud